# Minettia semifulva
Minettia semifulva är en tvåvingeart som beskrevs av Malloch 1933. Minettia semifulva ingår i släktet Minettia och familjen lövflugor. Inga underarter finns listade i Catalogue of Life.